# Zomervogel (vogel)
Een zomervogel is een vogel die in tegenstelling tot de deeltrekker of de jaarvogel het broedgebied volledig verlaat. De soort is dan ook alleen in het zomerhalfjaar in het broedgebied aan te treffen.
Voorbeelden van zomervogelsoorten in België en Nederland zijn:
- zomertaling
- boomvalk
- bonte vliegenvanger
- koekoek
- fitis
- wielewaal
- boerenzwaluw
- grutto